# Glenvil (Nebraska)
Glenvil – wieś w Stanach Zjednoczonych, w stanie Nebraska, w hrabstwie Clay.